# Macross Frontier O.S.T.1 Nyan FRO.
Macross Frontier O.S.T.1 Nyan FRO. (マクロスF O.S.T.1　娘フロ。?) es el primer álbum de la Banda sonora de Macross Frontier, lanzado al mercado el día 4 de junio del año 2008 bajo el sello Victor Entertainment.

## Detalles
Esta Banda sonora compuesta por la legendaria compositora de OST Yoko Kanno, además incluye las canciones de apertura, fondo y cierre interpretadas por las cantantes Megumi Nakajima, May'n y Maaya Sakamoto también compuestas y arregladas por Kanno.
Lista de Canciones

Toda la música compuesta por Yoko Kanno. 
| Número de Catálogo: VTCL-60060 | |                                               |                         |          |  |
| N.º                            | Título                                                                                              | Letras                                        | Vocalistas              | Duración |  |
| 1.                             | «Frontier 2059»                                                                                     |                                               |                         | 3:01     |  |
| 2.                             | «Welcome To My FanClub's Night! (Sheryl On Stage)»                                                  | hal                                           | May'n                   | 3:45     |  |
| 3.                             | «What 'bout my star? (Sheryl On Stage)»                                                             | hal                                           | May'n                   | 5:02     |  |
| 4.                             | «Iteza☆Gogo Kuji Don't be late (Sheryl On Stage) (射手座☆午後九時Don't be late!?)»                  | Dai Satou, hal, Mike Sugiyama, Gabriela Robin | May'n                   | 6:02     |  |
| 5.                             | «Vital Force»                                                                                       |                                               |                         | 2:47     |  |
| 6.                             | «Triangler (トライアングラー?)»                                                                     | Gabriela Robin                                | Maaya Sakamoto          | 4:38     |  |
| 7.                             | «Zero Hour»                                                                                         |                                               |                         | 3:05     |  |
| 8.                             | «What 'bout my star?@Formo»                                                                         | hal                                           | Megumi Nakajima & May'n | 4:47     |  |
| 9.                             | «Innocent green»                                                                                    |                                               |                         | 2:48     |  |
| 10.                            | «Aimo (アイモ?)»                                                                                    | Gabriela Robin                                | Megumi Nakajima         | 1:33     |  |
| 11.                            | «Big Boys (ビッグ・ボーイズ?)»                                                                      |                                               |                         | 1:19     |  |
| 12.                            | «Private Army»                                                                                      |                                               |                         | 2:31     |  |
| 13.                            | «SMS Shōtai no Uta ~ Ano Ko wa Alien (SMS小隊の歌～あの娘はエイリアン?)»                            | Eiji Kurokawa                                 | SMS Platoon             | 1:01     |  |
| 14.                            | «Ninjiin Loves you yeah! (ニンジーン Loves you yeah!?)»                                             | Hiroshi Ichikura                              | Megumi Nakajima         | 1:02     |  |
| 15.                            | «"Chō Jikū Hanten Nyan Nyan" CM Song (Ranka Version) (「超時空飯店 娘々」CMソング(Ranka Version)?)» | Hiroyuki Yoshino                              | Megumi Nakajima         | 0:24     |  |
| 16.                            | «Alto's Theme»                                                                                      |                                               |                         | 2:03     |  |
| 17.                            | «TALLY HO!»                                                                                         |                                               |                         | 4:33     |  |
| 18.                            | «The Target»                                                                                        |                                               |                         | 5:33     |  |
| 19.                            | «Bajura»                                                                                            |                                               |                         | 2:13     |  |
| 20.                            | «Kira Kira (キラキラ Glitter?)»                                                                     |                                               |                         | 2:37     |  |
| 21.                            | «Aimo ~ Tori no Hito (アイモ～鳥のひと?)»                                                           | Gabriela Robin, Maaya Sakamoto                | Megumi Nakajima         | 3:36     |  |
| 22.                            | «Take Off»                                                                                          |                                               |                         | 1:49     |  |
| 23.                            | «Infinity (インフィニティ?)»                                                                        | Yuho Iwasato                                  | May'n                   | 4:08     |  |
| 24.                            | «Diamond Crevasse (ダイアモンド クレバス?)»                                                         | hal                                           | May'n                   | 5:58     |  |
| 76:37                          | |                                               |                         |          |  |